# Золота лихоманка (фільм, 2002)
Золота лихоманка — український детективний фільм 2002 року режисера Михайла Бєлікова. Прес-показ стрічки відбувся 27 листопада 2003 року в київському кінотеатрі «Жовтень».

## Синопсис
У міському парку знайдено тіло відомого бізнесмена та політика. Поряд з тілом лежав орден Лєніна, а саме вбивство було скоєно золотою кулею. Хто його вбив і за що? Це намагається з'ясувати молодий журналіст Микола Воротницький і потрапляє на жахливу історію 70-річної давності...

## У ролях
- Віталій Линецький — Микола Воротницький, журналіст
- Анастасія Сердюк — Тетяна
- Віктор Стєпанов — Дубов
- Ганна Самініна-Александрович — Артемідка
- Діана Дорожкіна — Віра Миколаївна
- Олег Маслєнніков — Кравчук
- Юрій Якуша — Михайло
- Олександр Ярема — Олег
- Ігор Барсегян — Форестол
- Стефанія Барчук — Анька
- Дмитро Базай — Сталін
- Ганна Лев — дружина Михайлова
- Ігор Петрусенко — слідчий
- Григорій Боковенко — прокурор
- Максим Кондратюк — Лацідофілус
- Автанділ Бежіашвілі — Кирилов
- Лідія Чащина — епізод
- Борис Харитонов — епізод
- Ігор Пісний — епізод
- Йосип Найдук — епізод
- Павло Вінер — епізод
- Костянтин Лінартович — епізод
- Анатолій Барчук — епізод
- Ігор Слободський — епізод

## Творча група
- Режисерка-постановниця: Михайло Бєліков
- Режисерка: Анатолій Кучеренко
- Сценаристка: Михайло Бєліков
- Головна операторка: Василь Трушковський[3]
- Операторка-постановниця: Олександр Шигаєв
- Художниця-постановниця: Олександр Шеремет
- Художниця-фотографка: Василь Трушковський
- Композиторка: Анатолій Алексанян
  - Музику виконують: ансамбль «Алексаньян та джаз імпресіоністів», ансамбль «Ретро».
- Музична редакторка: Володимир Гронський
- Звукооператорка: Наталія Серга
- Редакторка фільму: Марина Кучеренко
- Режисерка монтажу: Наталія Лебеда
- Художниця по костюмах: Валентина Горлань
- Художниця-гримерка: Тетяна Батурова
- Директорка картини: Анатолій Шомін, Лідія Вітязь